# Джезу-Буон-Пасторе-алла-Монтальола (титулярная диакония)
Титулярная диакония Джезу-Буон-Пасторе-алла-Монтальола (лат. Diaconia Iesu Boni Pastoris ad locum vulgo Montagnola) — титулярная церковь была создана Папой Иоанном Павлом II 3 мая 1985 году.. Титулярная диакония принадлежит церкви Джезу-Буон-Пасторе-алла-Монтальола, расположенной в квартале Рима Ардеатино, на пьяцца деи Кадути делла Монтаньола.

## Список кардиналов-дьяконов и кардиналов-священников титулярной диаконии Джезу-Буон-Пасторе-алла-Монтальола
- Йозеф Томко — (25 мая 1985 — 29 января 1996, назначен кардиналом-священником Санта-Сабина);
- Джеймс Фрэнсис Стэффорд — (21 февраля 1998 — 1 марта 2008, назначен кардиналом-священником Сан-Пьетро-ин-Монторио);
- Велазио Де Паолис, C.S. — (20 ноября 2010 — 9 сентября 2017, до смерти);
- Лазарус Ю Хын Сик — (27 августа 2022 — по настоящее время).